# Telești, Gorj
Telești este satul de reședință al comunei cu același nume din județul Gorj, Oltenia, România.

## Vezi și
- Biserica Sfântul Nicolae din Telești